# Carlos Villatoro
Carlos Humberto Villatoro Escobedo (Comitán de Domínguez, 14 de enero de 1903-Ciudad de México, 14 de marzo de 1963) fue un guionista y actor mexicano. Su filmografía abarca desde ser un protagonista principal en películas de cine mudo mexicano, como El tren fantasma y El puño de hierro, hasta ser guionista y ocasional productor y director de películas; su única película dirigida fue Carnaval en el trópico.

## Biografía
Su nombre completo es Carlos Humberto Villatoro Escobedo. Nació el 14 de enero de 1903 en Comitán de Domínguez, Chiapas, México. Villatoro fue el penúltimo de los nueve hijos del matrimonio entre Francisco Villatoro y Soledad Escobedo. Su familia se mudó a la Ciudad de México cuando tenía 7 años, en donde realizó su educación básica y media superior. En la Escuela Nacional Preparatoria conoce a Juan Bustillo Oro, quien será director de varias de sus películas. A los 16 años ingresa al Heroico Colegio Militar, renunciando solo un año después, razón por la que su padre lo envía a vivir con su hermano mayor Héctor Villatoro, quién es cónsul mexicano en Montreal, Canadá; sin embargo, por causa de una huelga de trenes se queda varado en Nueva York. Esta situación fortuita definiría en gran medida su vida como actor, ya que mientras vive en esta ciudad estadounidense se interesa en la cinematografía y es ahí donde conoce a Gabriel García Moreno y a Manuel R. Ojeda. Ambos serán los futuros directores de sus primeras películas. 
En 1922, tras el fallecimiento de su padre, Villatoro regresa a México. En 1925 inicia su carrera como actor y en 1928, durante la filmación de la película El coloso de mármol, conoce a la joven Ana Mantecón García de Roiz, con quién contrae matrimonio en noviembre de 1929. De este matrimonio nacen Elia María (1930) y Gabriel Francisco (1932). Años después, entre 1941 y 1942, Villatoro y su esposa se divorcian. Villatoro deja la actuación en 1943 debido a una complicada situación económica, sin embargo continúa trabajando en el medio cinematográfico por muchos años más como técnico, guionista y asistente de director. A partir de 1961, sufre paulatinamente de distrofia muscular y fallece a causa de la enfermedad el 14 de marzo de 1963.

## Carrera
Entre 1925 y 1928 Carlos Villatoro actuó en cinco películas de cine mudo. Hace su debut como actor tras aceptar una invitación de Gabriel García Moreno para participar en la película El Buitre (1925). Esta fue filmada en los Estudios México de Don Jesús H. Abitia en la Ciudad de México. Al año siguiente, García Moreno invita a Villatoro a formar parte del Centro Cultural Cinematográfico en Orizaba Veracruz. Esta es una compañía recién formada por García Moreno con financiamiento de empresarios Veracruzanos y cuyo objetivo es realizar producciones cinematográficas. Con la dirección de Gabriel García Moreno, Carlos Villatoro toma el papel protagónico en las películas Misterio (1926), El tren fantasma (1926) y El puño de hierro (1927). La protagonista femenina de Misterio y El tren fantasma fue Clarita Ibáñez y Lupe Bonilla fue la actriz principal en El puño de hierro. Desafortunadamente el Centro Cultural Cinematográfico de Orizaba no produjo más películas.
Durante 1928, Carlos Villatoro y  Ana Mantecón García de Roíz (que apareció en los créditos como Ana Ruíz por un error tipográfico) filmaron, como protagonistas principales, la película El coloso de mármol, dirigida por Manuel R. Ojeda. Esta fue producida por el Instituto de Geografía Nacional y fue estrenada en abril de 1929 en el Teatro Nacional, que hoy es el Palacio de Bellas Artes (Ciudad de México). 
De la película Misterio solo sobrevive un rollo. Las películas El tren fantasma y El puño de hierro se conservaron gracias a William Mayer y al historiador Aurelio de los Reyes. Ambas películas fueron restauradas gracias al trabajo de la Filmoteca de la UNAM y la Academia Mexicana de Artes y Ciencias Cinematográficas, además de la reconstrucción histórica de la investigadora Esperanza Vázquez Bernal.
Su primera película de cine sonoro fue Águilas de América,  que se estrenó en 1933, también dirigida por Manuel R. Ojeda. En 1934, Villatoro interpreta a Javier, uno de los monjes en la película Dos monjes, dirigida por Juan Bustillo Oro. En ese mismo año fue parte del elenco principal de la película El fantasma del convento; dicho largometraje de terror fue dirigido por Fernando de Fuentes. También en 1934 participó en la película Payasadas de la vida, dirigida por Miguel Zacarías y que se presentó en marzo de 1935, en el Teatro Campoamor de Nueva York con el título Tricks of Life. Vuelve a trabajar con Bustillo Oro para la película de 1935 Monja casada, virgen y mártir, basada en una novela de 1868 escrita por Vicente Riva Palacio. En 1935 interpreta a Alfred de Musset en Sueño de amor, una película biográfica sobre la vida de Franz Liszt que presenta a Claudio Arrau como Liszt, dirigida por José Bohr. Este mismo año participa en la película de Miguel Contreras Torres Tribu. Así mismo, interpretó a un delincuente apodado como "El chato" en la película Luponini de Chicago, la cual fue dirigida y protagonizada por Bohr y que se estrenó en septiembre de 1935. Ese año participó en No matarás, una coproducción entre México y Estados Unidos, dirigida por Contreras Torres, que se estrenó en noviembre de 1935 en Estados Unidos y en México en 1937.
En 1936 vuelve a trabajar con Ojeda y Bustillo Oro, en las películas Judas y El rosal bendito que se estrenaron en septiembre y diciembre de ese año, siendo también uno de los productores de la primera. En 1937 participó en No te engañes, corazón, película en la que hizo su primera aparición Cantinflas. En 1937 tuvo papeles secundarios en La gran cruz y A la orilla de un palmar. Hace un papel protagónico, en 1939, en la película La Virgen de la sierra la cual es dirigida por Guillermo Calles. Es hasta 1941 que vuelve a trabajar en una película producida y dirigida por Contreras Torres llamada Hasta que llovió en Sayula (Suerte te de Dios). 

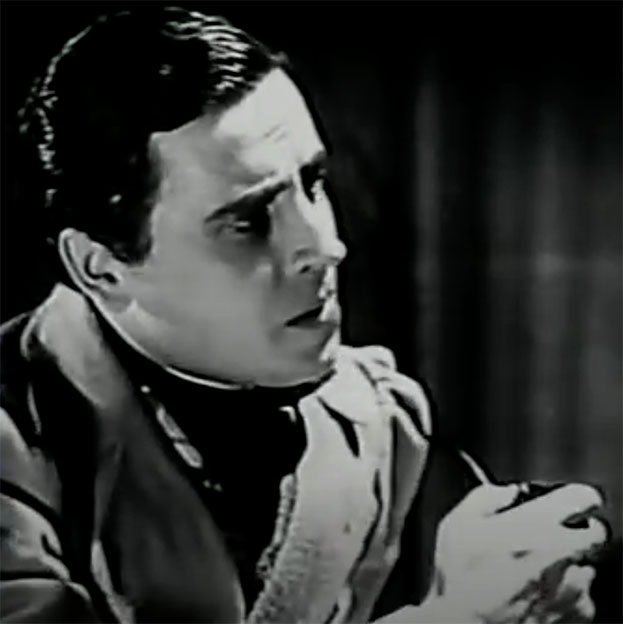
Villatoro como Javier en la película Dos monjes (1934).

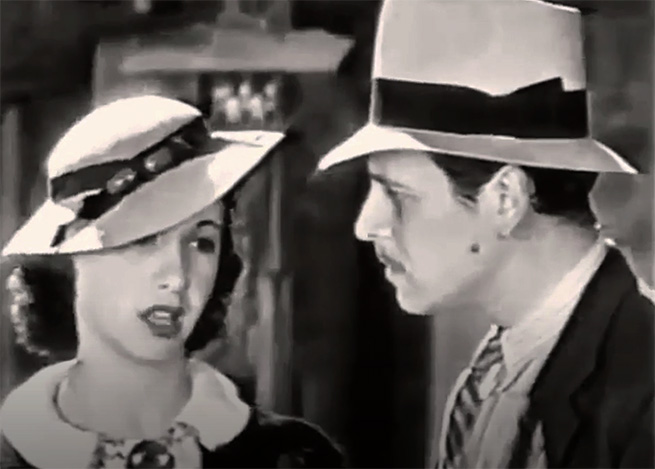
Carmen Molina y Villatoro como Carmen y Alfredo en No te engañes, corazón (1937).

Basado en su experiencia como actor, en 1942, escribe y dirige un documental titulado Veracruz narrado por René Cardona. Al mismo tiempo, escribe el guion y es director de Carnaval en el trópico, una película sobre dos amigos que viajan para ver el Carnaval de Veracruz; en esta película actúan Óscar Alatorre, Roberto Cañedo y contiene escenas con Cantinflas. Esta película se estrena en Colombia en 1942 y se estrena en México hasta el 7 de junio de 1946 por un problema legal. Sus dos últimas películas como actor las realiza en 1944: La mujer sin alma, una película de María Felix y Fernando Soler en donde Villatoro hace el papel de Luis, y Viejo nido, dirigida por Vicente Oroná. 
Junto con Raphael J. Sevilla y Pedro de Urdimalas, escribió el guion de Quinto patio. Se filmaron dos versiones de esta película, una en 1950 y otra en 1970. La primera la dirigió Raphael J. Sevilla, fue producida por la compañía de Emilio Tuero Argel Films, y en ella actúan Tuero, Emilia Guiú y Carlos López Moctezuma. Se estrenó el 14 de julio de 1950 y fue un gran éxito de taquilla. La segunda versión la dirigió Federico Curiel, en la que actúan Manuel López Ochoa y Jacqueline Andere y se estrenó en septiembre de 1970. Hubo una secuela, también escrita por Villatoro y otros colaboradores que se tituló Retorno al quinto patio, también estelarizada por Tuero, con las actuaciones de Chula Prieto y Bárbara Gil, esta se estrenó en agosto de 1951. 
Posteriormente escribió el guion de la película Los hijos de nadie (Dos caminos), que apareció en 1952 y que fue dirigida por Carlos Véjar Cervantes. Así mismo, preparó la historia y escribío los diálogos para la cinta Los dineros del diablo que fue dirigida por Alejandro Galindo y que se estrenó en septiembre de 1952. Tuvo una colaboración con Zacarías Gómez Urquiza para preparar el guion de El plagiario, una película estrenada en 1955 y dirigida también por Gómez Urquiza.